# Der Rächer des Tong
Der Rächer des Tong (Originaltitel: The Hatchet Man) ist ein US-amerikanischer Gangsterfilm mit Edward G. Robinson und Loretta Young unter der Regie von William A. Wellman. Der Film schildert die brutalen Bandenkämpfe, die sogenannten Tong Wars, unter chinesischen Einwanderern und basiert auf dem Stück The Honorable Mr. Wong von Achmed Abdullah und David Belasco. Alternativtitel ist Der Mann mit dem Beil; 

## Handlung
Der Film spielt zu Beginn des 20. Jahrhunderts in der Chinatown von San Francisco. Wong Low Get ist der ausführende Killer für den Kriminellen Lem Sing Tong, der eine Gruppe von chinesischstämmigen Gangstern, einen Tong, leitet. Wong tötet seine Opfer mit dem titelgebenden Schwert, das eher einem Beil ähnelt. Als ein Bandenkrieg ausbricht, ein sogenannter Tong War, erhält Wong den Auftrag, seinen besten Freund Sun Yat Ming zu töten. Wong kommt in einen Gewissenskonflikt. Die unbedingte Loyalität gegenüber dem Tong verlangt Gehorsam und daher tötet er Sun, nicht ohne diesem vorher seinen Respekt und seine Ehrerbietung zu erweisen. Sun bittet Wong im Sterben um einen Gefallen. Er soll sich um Suns minderjährige Tochter Toya kümmern und diese später heiraten. Wong kümmert sich rührend um Toya, die er ganz im Sinne der chinesischen Tradition erzieht, nicht ohne dem Mädchen auch die amerikanische Kultur nahezubringen. Als Toya erwachsen ist bittet Wong sie, ihn zu heiraten. Toya willigt aus Respekt vor dem Willen ihres verstorbenen Vaters ein und als Anerkennung für die Mühen, die Wong auf sich genommen hat, sie groß zu ziehen. Kurz nach der Hochzeit bricht erneut ein Tong War aus. Wong, der mittlerweile selber ein erfolgreicher Geschäftsmann geworden ist, kündigt Verhandlungen mit Nog Hong Fah, dem Führer des Lem Sing Tong, an. Dieser ist misstrauisch und lässt sich von Bodyguards schützen. Während Wong einen der Urheber des Krieges eigenhändig tötet, schließen sein eigener Bodyguard Harry En Hai und Toya Bekanntschaft und verlieben sich ineinander. Wong ertappt die beiden Liebenden in einer leidenschaftlichen Umarmung und will Harry töten. Toya fleht Wong an, Harry zu schonen, da sie nur bei Harry glücklich sei. Wong gerät in einen tiefen Gewissenskonflikt. Einerseits muss er seine eigene Ehre verteidigen. Gleichzeitig steht er Toyas Vater in der Pflicht, dem er einst versprach, seine Tochter glücklich zu machen. Am Ende stellt Wong seine Ehre hintenan und tötet Harry nicht. Nog, der den gesamten Vorfall beobachtet hat, verrät diesen Gesichtsverlust von Wong an die übrigen Chinesen der Gemeinschaft. Wong wird unehrenhaft aus der Gesellschaft verstoßen und muss als Wanderarbeiter auf den Orangenplantagen der Umgebung arbeiten. Einige Jahre später erhält Wong einen Brief von Toya, die mittlerweile in China lebt. Toya bittet Wong um Verzeihung für ihren damaligen Verrat und versichert immer nur Wong geliebt zu haben. Wong reist als Heizer auf einem Dampfer nach China und findet Toya als Prostituierte in einer Opiumhöhle. Harry hat Toya bald nach der Hochzeit an die Bordellbetreiberin verkauft, um seine Drogenschulden zu begleichen. Wong will Toya aus den widrigen Umständen befreien und bedroht die Bordellbetreiberin mit seinem Schwert. Gerade als er einen Dolch nach der Frau wirft trifft er Harry, der hinter einem Vorhang gestanden und das Geschehen verfolgt hat. Endlich sind Toya und Wong frei und können eine glückliche Zukunft beginnen.

## Hintergrund
William A. Wellman war in den frühen 1930er durch eine Reihe von teilweise brutalen Gangsterfilmen wie Safe in Hell und Der öffentliche Feind bekannt geworden. Auch seine Filme mit weibliche Stars wie Night Nurse, The Purchase Price und Lilly Turner zeigten die Verzweiflung und materiellen Nöte, die die Weltwirtschaftskrise ausgelöst hatte am Beispiel von dramatischen Frauenschicksalen. Mit The Hatchet Man kehrt Wellman zurück zur Schilderung des organisierten Verbrechens und den ganz eigenen Regeln und Ehrenkodizes, die zwischen den Beteiligten gelten. Hintergrund für den Film war das Phänomen der Tong Wars, die gegen Ende des 19. Jahrhunderts die amerikanischen Chinatowns heimsuchten. Tongs waren ursprünglich geheime Selbsthilfegruppen, die sich dem Schutz von chinesischen Immigranten widmeten. Allmählich wandelten sich die Tongs in Verbrecherorganisationen, die nach strikten Regeln und mit einem eisernen Ehrenkodex funktionierten. Kennzeichen der Tongs waren ihren Auftragskiller, die ihren Opfern die jeweiligen Symbole in den Schädel ritzen. Besonders in den Jahren zwischen 1870 und 1890 kam es teilweise zu regelrechten Schlachten zwischen den Beteiligten, den Tong Wars.
Die Wahl von Edward G. Robinson als Wong Low Get war insoweit nicht unlogisch, als der Schauspieler bereits in Der kleine Caesar  erfolgreich einen skrupellosen Gangster dargestellt hatte und auch sonst eher in der Rolle des brutalen, zu allem entschlossenen Kämpfers zu sehen war. Der Charakter des Wong ist bei aller Melodramatik der Handlung typisch für die Helden von Wellman: Menschen, die in extremen Situationen charakterliche Stärke beweisen und sich selbst und ihren Überzeugungen treu bleiben. Wong muss mehrfach wählen zwischen dem Gehorsam dem Tong gegenüber und der Verpflichtung, die er gegenüber Toya eingegangen ist. Es war damals üblich, wichtige Hauptrollen nicht mit Asiaten, sondern mit weißen Schauspielern zu besetzen. Diese wurde mit Make-up und falsche Wimpern entsprechend zurechtgemacht, eine Praxis, die Yellowface genannt wurde. Im selben Jahr drehte MGM mit The Son-Daughter ebenfalls einen Film über Tong Wars und besetzte die Hauptrollen mit Ramón Novarro, Helen Hayes und Lewis Stone.
The Hatchet Man ist zudem ein gutes Beispiel für die eher laxe Beachtung der geltenden Zensurvorschriften. Ehebruch, Gewalt, Mord und organisiertes Verbrechen werden teilweise sehr plastisch auf der Leinwand präsentiert und am Ende leben beiden Hauptdarsteller trotz ihrer Verbrechen und Verfehlungen ohne vom Gesetz dafür bestraft zu werden. Wellman und Loretta Young arbeiteten hier zum ersten Mal gemeinsam. Später sollten sie noch Midnight Mary, Heroes for Sale (beide aus dem Jahr 1933) und The Call of the Wild von 1935 drehen. Die Schauspielerin kam stets gut mit William Wellman aus. In der Biographie Loretta Young: An Extraordinary Life wird sie von den Autoren Joe Morella und Edward Z. Epstein wie folgt zitiert:
I felt very secure when I was working with Wellman. There was nothing phony or artificial about him. He was also attractive in every way. He liked to shoot fast, in one take, and his energy went right through him and into the actors. A director is boss for a reason, and Bill was good.
Bei der Arbeit mit Wellman habe ich mich stets sehr sicher gefühlt. Da war nichts aufgesetzt oder künstlich. Er war auch ein sehr attraktiver Mann. Er bevorzugte eine rasche Aufnahmetechnik, alles mit einem Take und seine Vitalität übertrug sich auf die Schauspieler. Ein Regisseur ist nicht ohne Grund der Boss und Bill war gut.

## Probleme mit der deutschen Zensur 1932
Der Film hatte in Deutschland 1932 erhebliche Probleme mit den staatlichen Zensurstellen. Die Filmprüfstelle Berlin verbot zunächst am 27. Juni 1932 den Film, der unter dem Titel Der Rächer des Tong in Deutschland herausgebracht werden sollte. Als Gründe wurde die ungewöhnlich brutale Darstellung von Gewalt und die Gefährdung der öffentlichen Moral angeführt.
Aufgrund des Einspruchs der Produktionsfirma verwarf die Film-Oberprüfstelle am 7. Juli 1932 die Entscheidung und gab den Streifen mit der Einschränkung eines Jugendverbots zur öffentlichen Aufführung im damaligen Deutschen Reich frei.
Die Film-Oberprüfstelle ging davon aus, dass
[...] der Rächer bei den zwei ersten Tötungen gemäß den Satzungen der Tongs ohne Mordeifer und Mordkult, auch ohne religiös verbrämten Sadismus, vielmehr aus mißgeleiteten ethischen Gefühl heraus handelt. [...] Der Bildstreifen leugnet somit nicht die Verbindlichkeit der allgemeinen Moral und ist nicht geeignet entsittlichend zu wirken. Die Filmoberprüfstelle hält ihn auch nicht für verrohend. [...] Bei der Besonderheit der dargestellten, in fernem Lande und bei einem fremden Volke spielenden Vorgänge ist nicht anzunehmen, daß der Bildstreifen in Deutschland eine Gefährdung der öffentlichen Sicherheit herbeiführen werde.